# Hans Gurbig
Hans Gurbig (Stoccarda, 4 luglio 1990) è un attore tedesco.

## Biografia
Nato a Stoccarda nel 1990, matura la sua prima esperienza teatrale al Teatro di Heilbronn, dove interpreta Melchior Gabor in Risveglio di primavera nel 2009. Studia poi musica dal 2010 al 2013 specializzandosi in chitarra classica presso l'Hochschule für Musik und Theater Hamburg. Mentre studia musica, inizia a frequentare corsi di recitazione con alcuni compagni di studio, scoprendo il suo interesse professionale per la recitazione. Si trasferisce a Barcellona, dove prende lezioni di recitazione e lavora con il regista Mateo Gil, che lo sceglie per un piccolo ruolo nel suo film Realive.
Nel 2018 Gurbig fa ritorno in Germania per una produzione cinematografica.
Nel 2019 interpreta il ruolo del chitarrista dei Ton Steine Scherben, R. P. S. Lanrue, nello spettacolo teatrale dedicato al leader della band, Rio Reiser – Mein Name ist Mensch di Frank Leo Schröder e Gert C. Möbius.
Nella miniserie in sei parti Even Closer – Hautnah (2021), Gurbig interpreta uno dei co-protagonisti, l'arrogante, freddo e attraente Ben Karlström. In uno dei film della serie di Rosamunde Pilcher, Liebe und andere Schätze, presentato in anteprima su ZDF nel settembre 2022, Gurbig ricopre il ruolo del protagonista maschile Jason Carter.

## Filmografia

### Cinema
- Realive, regia di Mateo Gil (2016) Non accreditato
- Verbindung, regia di Alexander Pfander (2021)
- Isolation, regia di vari registi (2021)
- Rex Gildo - Der letzte Tanz, regia di Rosa von Praunheim (2022)
- Still Here/Immerdar, regia di John Graham - cortometraggio (2024)

### Televisione
- Alles oder Nichts – serie TV, 1 episodio (2019)
- Even Closer: Hautnah – serie TV, 6 episodi (2021)
- Gute Zeiten, schlechte Zeiten – serie TV, 6 episodi (2021)
- Rosamunde Pilcher – serie TV, 1 episodio (2022)
- SOKO Wismar – serie TV, 1 episodio (2022)
- Unter uns – serie TV, 2 episodi (2022)
- Disko 76, regia di Florian Knittel e Lars Montag – miniserie TV, 1 episodio (2024)